# Mount Washington Cog Railway
La Mount Washington Cog Railway ("Cremagliera del Monte Washington") è una ferrovia a cremagliera che risale il monte Washington, nel New Hampshire, USA. Realizzata da Sylvester Marsh e attualmente in servizio, è stata la prima ferrovia a cremagliera al mondo ad essere impiegata per risalire una montagna.